# Ichneumon violaceipennis
Ichneumon violaceipennis är en stekelart som beskrevs av Maximilian Spinola 1851. Ichneumon violaceipennis ingår i släktet Ichneumon och familjen brokparasitsteklar. Inga underarter finns listade i Catalogue of Life.